# Onychipodia strammea
Onychipodia strammea är en fjärilsart som beskrevs av George Francis Hampson 1914. Onychipodia strammea ingår i släktet Onychipodia och familjen björnspinnare. Inga underarter finns listade i Catalogue of Life.